# IC 2709
IC 2709 је ознака објекта на координатама са ректансцензијом 11h 18m 40,8s и деклинацијом + 12° 33" 51'. Открио га је Макс Волф, 27. марта 1906. Каснијим посматрањима на том положају није уочен никакав астрономски објекат.